# Fed Cup 2012 – blok A 2. skupiny Americké zóny
Blok A 2. skupiny Americké zóny Fed Cupu 2012 představoval jednu ze dvou podskupin 2. skupiny. Hrálo se mezi 17. až 19. dubnem v areálu Club San Javier mexického města Guadalajara, a to na otevřených antukových dvorcích.
Čtyři týmy se utkaly ve vzájemných zápasech. Dvě nejvýše umístěná mužstva sehrála v následné baráži utkání s dvěma prvními týmy bloku B o účast v 1. skupině Americké zóny pro rok 2013. Družstva na třetím a čtvrtém místě nastoupila k utkáním proti stejně umístěným týmům z bloku B o konečné pořadí ve 2. skupině Americké zóny.

## Tabulka týmů bloku A
|     |                        | GUA | ECU | TRI | DOM | Zápasy V/P | Sety V/P | Hry V/P | Pořadí |
| 48. | Guatemala              |     | 3–0 | 0–3 | 3–0 | 2–1        | 13–7     | 102–88  | 2.     |
| 50. | Ekvádor                | 0–3 |     | 0–3 | 2–1 | 1–2        | 6–13     | 83–105  | 3.     |
| 60. | Trinidad a Tobago      | 3–0 | 3–0 |     | 3–0 | 3–0        | 17–3     | 118–55  | 1.     |
| 66. | Dominikánská republika | 0–3 | 1–2 | 0–3 |     | 0–3        | 3–16     | 56–111  | 4.     |

- V/P – výhry/prohry

## Vzájemné zápasy

### Guatemala vs. Dominikánská republika
| | Guatemala | 3 :                                                                           | 0   | Dominikánská republika |     |  |
| --- | --------- | ----------------------------------------------------------------------------- | --- | ---------------------- | --- |  |
| Club San Javier, Guadalajara, Mexiko 17. dubna 2012 antuka (venku) |           |                                                                               |     |                        |     |  |
| \| \| \| \| 1. \| 2. \| 3. \| \| \| -- \| \| ----------------------------------------------------------------------------- \| --- \| --- \| --- \| \| \| 1. \| \| Kirsten-Andrea Weedonová Luisanna Rodríguezová \| 6 1 \| 6 2 \| \| \| \| 2. \| \| Daniela Schippersová Michelle Marie Valdezová \| 5 7 \| 7 5 \| 6 2 \| \| \| 3. \| \| Daniela Schippersová / Camila Ramazzini Karla Portalatínová / Joëlle Schadová \| 7 5 \| 6 4 \| \| \| \| \| \| \| \| \| \| \| \| \| \| \| \| \| \| \| \| \| \| \| \| \| \| \| \| \| \| \| \| \| \| \| \| \| \| \| \| \| \| \| |           |                                                                               |     |                        |     |  |
| |           |                                                                               | 1.  | 2.                     | 3.  |  |
| 1. |           | Kirsten-Andrea Weedonová Luisanna Rodríguezová                                | 6 1 | 6 2                    |     |  |
| 2. |           | Daniela Schippersová Michelle Marie Valdezová                                 | 5 7 | 7 5                    | 6 2 |  |
| 3. |           | Daniela Schippersová / Camila Ramazzini Karla Portalatínová / Joëlle Schadová | 7 5 | 6 4                    |     |  |
| |           |                                                                               |     |                        |     |  |
| |           |                                                                               |     |                        |     |  |
| |           |                                                                               |     |                        |     |  |
| |           |                                                                               |     |                        |     |  |
| |           |                                                                               |     |                        |     |  |

### Ekvádor vs. Trinidad a Tobago
| | Ekvádor | 0 :                                                                                               | 3   | Trinidad a Tobago |     |  |
| --- | ------- | ------------------------------------------------------------------------------------------------- | --- | ----------------- | --- |  |
| Club San Javier, Guadalajara, Mexiko 17. dubna 2012 antuka (venku) |         |                                                                                                   |     |                   |     |  |
| \| \| \| \| 1. \| 2. \| 3. \| \| \| -- \| \| ------------------------------------------------------------------------------------------------- \| --- \| ---- \| --- \| \| \| 1. \| \| Joselyn Margarita Tréyesová Albarracínová Anneliese Roseová \| 6 2 \| 2 6 \| 2 6 \| \| \| 2. \| \| Rafaela Gómezová Yolande Leacocková \| 6 4 \| 5 7 \| 0 3 \| \| \| 3. \| \| Paula Castrová / Joselyn Margarita Tréyesová Albarracínová Anneliese Roseová / Breana Stampfliová \| 3 6 \| 6 78 \| \| \| \| \| \| \| \| \| \| \| \| \| \| \| \| \| \| \| \| \| \| \| \| \| \| \| \| \| \| \| \| \| \| \| \| \| \| \| \| \| \| \| |         |                                                                                                   |     |                   |     |  |
| |         |                                                                                                   | 1.  | 2.                | 3.  |  |
| 1. |         | Joselyn Margarita Tréyesová Albarracínová Anneliese Roseová                                       | 6 2 | 2 6               | 2 6 |  |
| 2. |         | Rafaela Gómezová Yolande Leacocková                                                               | 6 4 | 5 7               | 0 3 |  |
| 3. |         | Paula Castrová / Joselyn Margarita Tréyesová Albarracínová Anneliese Roseová / Breana Stampfliová | 3 6 | 6 78              |     |  |
| |         |                                                                                                   |     |                   |     |  |
| |         |                                                                                                   |     |                   |     |  |
| |         |                                                                                                   |     |                   |     |  |
| |         |                                                                                                   |     |                   |     |  |
| |         |                                                                                                   |     |                   |     |  |

### Guatemala vs. Ekvádor
| | Guatemala | 3 : | 0    | Ekvádor |    |  |
| --- | --------- | --- | ---- | ------- | -- |  |
| Club San Javier, Guadalajara, Mexiko 18. dubna 2012 antuka (venku) |           | |      |         |    |  |
| \| \| \| \| 1. \| 2. \| 3. \| \| \| -- \| \| ------------------------------------------------------------------------------------------------------- \| ---- \| ---- \| -- \| \| \| 1. \| \| Kirsten-Andrea Weedonová Joselyn Margarita Tréyes Albarracín \| 6 1 \| 6 1 \| \| \| \| 2. \| \| Daniela Schippersová Paula Castrová \| 6 2 \| 7 63 \| \| \| \| 3. \| \| Camila Ramazziniová / Paulina Schippersová Rafaela Gómezová / Joselyn Margarita Tréyesová Albarracínová \| 7 63 \| 7 5 \| \| \| \| \| \| \| \| \| \| \| \| \| \| \| \| \| \| \| \| \| \| \| \| \| \| \| \| \| \| \| \| \| \| \| \| \| \| \| \| \| \| \| |           | |      |         |    |  |
| |           | | 1.   | 2.      | 3. |  |
| 1. |           | Kirsten-Andrea Weedonová Joselyn Margarita Tréyes Albarracín                                            | 6 1  | 6 1     |    |  |
| 2. |           | Daniela Schippersová Paula Castrová                                                                     | 6 2  | 7 63    |    |  |
| 3. |           | Camila Ramazziniová / Paulina Schippersová Rafaela Gómezová / Joselyn Margarita Tréyesová Albarracínová | 7 63 | 7 5     |    |  |
| |           | |      |         |    |  |
| |           | |      |         |    |  |
| |           | |      |         |    |  |
| |           | |      |         |    |  |
| |           | |      |         |    |  |

### Trinidad a Tobago vs. Dominikánská republika
| | Trinidad a Tobago | 3 :                                                                                | 0   | Dominikánská republika |    |  |
| --- | ----------------- | ---------------------------------------------------------------------------------- | --- | ---------------------- | -- |  |
| Club San Javier, Guadalajara, Mexiko 18. dubna 2012 antuka (venku) |                   |                                                                                    |     |                        |    |  |
| \| \| \| \| 1. \| 2. \| 3. \| \| \| -- \| \| ---------------------------------------------------------------------------------- \| --- \| --- \| -- \| \| \| 1. \| \| Anneliese Roseová Luisanna Rodríguezová \| 6 1 \| 6 0 \| \| \| \| 2. \| \| Yolande Leacocková Michelle Marie Valdezová \| 6 0 \| 6 0 \| \| \| \| 3. \| \| Yolande Leacocková / Anneliese Rose Karla Portalatínová / Michelle Marie Valdezová \| 6 4 \| 6 0 \| \| \| \| \| \| \| \| \| \| \| \| \| \| \| \| \| \| \| \| \| \| \| \| \| \| \| \| \| \| \| \| \| \| \| \| \| \| \| \| \| \| \| |                   |                                                                                    |     |                        |    |  |
| |                   |                                                                                    | 1.  | 2.                     | 3. |  |
| 1. |                   | Anneliese Roseová Luisanna Rodríguezová                                            | 6 1 | 6 0                    |    |  |
| 2. |                   | Yolande Leacocková Michelle Marie Valdezová                                        | 6 0 | 6 0                    |    |  |
| 3. |                   | Yolande Leacocková / Anneliese Rose Karla Portalatínová / Michelle Marie Valdezová | 6 4 | 6 0                    |    |  |
| |                   |                                                                                    |     |                        |    |  |
| |                   |                                                                                    |     |                        |    |  |
| |                   |                                                                                    |     |                        |    |  |
| |                   |                                                                                    |     |                        |    |  |
| |                   |                                                                                    |     |                        |    |  |

### Guatemala vs. Trinidad a Tobago
| | Guatemala | 0 :                                                                                    | 3   | Trinidad a Tobago |     |  |
| --- | --------- | -------------------------------------------------------------------------------------- | --- | ----------------- | --- |  |
| Club San Javier, Guadalajara, Mexiko 19. dubna 2012 antuka (venku) |           |                                                                                        |     |                   |     |  |
| \| \| \| \| 1. \| 2. \| 3. \| \| \| -- \| \| -------------------------------------------------------------------------------------- \| --- \| --- \| --- \| \| \| 1. \| \| Kirsten-Andrea Weedonová Anneliese Roseová \| 1 6 \| 3 6 \| \| \| \| 2. \| \| Daniela Schippersová Yolande Leacocková \| 2 6 \| 7 5 \| 2 6 \| \| \| 3. \| \| Daniela Schippersová / Kirsten-Andrea Weedonová Anneliese Roseová / Breana Stampfliová \| 3 6 \| 2 6 \| \| \| \| \| \| \| \| \| \| \| \| \| \| \| \| \| \| \| \| \| \| \| \| \| \| \| \| \| \| \| \| \| \| \| \| \| \| \| \| \| \| \| |           |                                                                                        |     |                   |     |  |
| |           |                                                                                        | 1.  | 2.                | 3.  |  |
| 1. |           | Kirsten-Andrea Weedonová Anneliese Roseová                                             | 1 6 | 3 6               |     |  |
| 2. |           | Daniela Schippersová Yolande Leacocková                                                | 2 6 | 7 5               | 2 6 |  |
| 3. |           | Daniela Schippersová / Kirsten-Andrea Weedonová Anneliese Roseová / Breana Stampfliová | 3 6 | 2 6               |     |  |
| |           |                                                                                        |     |                   |     |  |
| |           |                                                                                        |     |                   |     |  |
| |           |                                                                                        |     |                   |     |  |
| |           |                                                                                        |     |                   |     |  |
| |           |                                                                                        |     |                   |     |  |

### Ekvádor vs. Dominikánská republika
| | Ekvádor | 2 : | 1   | Dominikánská republika |    |  |
| --- | ------- | --- | --- | ---------------------- | -- |  |
| Club San Javier, Guadalajara, Mexiko 19. dubna 2012 antuka (venku) |         | |     |                        |    |  |
| \| \| \| \| 1. \| 2. \| 3. \| \| \| -- \| \| ----------------------------------------------------------------------------------------------------------- \| --- \| ---- \| -- \| \| \| 1. \| \| Rafaela Gómezová Karla Portalatínová \| 6 4 \| 6 3 \| \| \| \| 2. \| \| Paula Castrová Michelle Marie Valdezová \| 6 3 \| 6 2 \| \| \| \| 3. \| \| Rafaela Gómezová / Joselyn Margarita Tréyesová Albarracínová Karla Portalatínová / Michelle Marie Valdezová \| 2 6 \| 64 7 \| \| \| \| \| \| \| \| \| \| \| \| \| \| \| \| \| \| \| \| \| \| \| \| \| \| \| \| \| \| \| \| \| \| \| \| \| \| \| \| \| \| \| |         | |     |                        |    |  |
| |         | | 1.  | 2.                     | 3. |  |
| 1. |         | Rafaela Gómezová Karla Portalatínová                                                                        | 6 4 | 6 3                    |    |  |
| 2. |         | Paula Castrová Michelle Marie Valdezová                                                                     | 6 3 | 6 2                    |    |  |
| 3. |         | Rafaela Gómezová / Joselyn Margarita Tréyesová Albarracínová Karla Portalatínová / Michelle Marie Valdezová | 2 6 | 64 7                   |    |  |
| |         | |     |                        |    |  |
| |         | |     |                        |    |  |
| |         | |     |                        |    |  |
| |         | |     |                        |    |  |
| |         | |     |                        |    |  |